# Wostok 2
Wostok 2 – drugi w historii załogowy lot orbitalny, drugi lot załogowy statku kosmicznego w ramach programu Wostok. Oznaczenie kodowe Orieł. Misja Wostoka 2 trwała od 6 do 7 sierpnia 1961 roku. Na pokładzie znajdował się jeden kosmonauta – Herman S. Titow. Kosmonauta podczas lotu podjął próby ręcznego sterowania statkiem. Titow podczas praktycznie całego lotu odczuwał silne skutki choroby kosmicznej (przypadłość podobna do choroby morskiej). Był pierwszą osobą, która spędziła na orbicie ponad dobę. Kosmonauta w trakcie operacji lądowania katapultował się, podobnie jak Jurij Gagarin.
Do 2019 roku Herman Titow pozostaje najmłodszym z ludzi, którzy polecieli w kosmos. Gdy wziął udział w misji Wostoka 2 miał 25 lat i 11 miesięcy.

## Historia misji

### Spór o długość lotu
Wstępny plan misji Wostoka 2 powstał na początku 1961 roku i przewidywał misję trwającą jedną dobę. W połowie maja 1961, Siergiej Korolow, wraz z kosmonautami, lekarzami i innymi, udał się na urlop do kurortu Soczi nad Morzem Czarnym. Korolow spierał się tam ze swoimi kolegami (generałem Kamaninem – szefem korpusu kosmonautów, kosmonautami, lekarzami) o długość misji Wostoka 2. Korolow uważał, że należy podjąć odważny, trwający dobę lot (około 16 okrążeń Ziemi). Reszta członków programu Wostok była jednak za ostrożniejszą, krótszą misją, podczas której statek Wostok wykonałby jedynie 3 do 4 okrążeń Ziemi. Mimo to Korolow zlecił swojemu zastępcy, Buszujewowi, przygotowania do misji jednodniowej. W czerwcu, na spotkaniu z zastępcą dowódcy sił powietrznych ZSRR, oficerowie lotnictwa, lekarze i kosmonauci ponownie próbowali przeforsować plan krótszego lotu. Korolow doprowadził tę debatę aż do Smirnowa, ówczesnego przewodniczącego krajowego komitetu do spraw technologii obronnych, który poparł plan lotu trwającego dobę.

### Dublerzy
Na początku czerwca 1961, na zebraniu komisji ds. lotów, wyznaczono Titowa jako głównego pilota, a jako dublera A. Nikołajewa. Drugim dublerem, podobnie jak podczas lotu Wostoka 1, został Grigorij Nielubow. Datę startu ustalono na sierpień tego samego roku. Wszelkie wymagane dokumenty Korolow i inni decydenci podpisali 7 lipca 1961.

### Cele misji
Praktycznymi celami misji było sprawdzenie zachowania się człowieka i jego zdolności do pracy w długotrwałym stanie nieważkości, oraz badanie wpływu lotu orbitalnego i lądowania na organizm człowieka

### Interwencja Chruszczowa
W połowie lipca 1961, przywódca ZSRR, Nikita Chruszczow, zaprosił Siergieja Korolowa i pozostałe osobistości radzieckiego programu kosmicznego, do swojej letniej daczy na Krymie. Korolow poinformował tam Chruszczowa o planowanym drugim locie załogowym. Szef ZSRR dał do zrozumienia, że lot powinien się odbyć nie później niż 10 sierpnia. Prawdopodobne jest, że chciano w ten sposób zmniejszyć wydźwięk planowanej na 12–13 sierpnia, bardzo drażliwej dla ZSRR decyzji o budowie Muru Berlińskiego – symbolu zimnej wojny.

### Pierwsze doniesienia
W sobotę wieczorem, 5 sierpnia 1961 o godzinie 21:59, agencja prasowa AFP nadała z Moskwy depeszę o krążącej w radzieckiej stolicy plotce, jakoby w ciągu 24 godzin miał polecieć w kosmos drugi człowiek. Godzinę później, o 23:04, w kolejnej depeszy AFP poinformowało, że oświadczenie o tymże locie zostanie wydane w niedzielę.

## Przebieg misji
- 1. dzień
  - 06:00 GMT – 'Wostok 2, z kosmonautą Titowem, wystartował o godzinie 6:00 czasu uniwersalnego, z kosmodromu Bajkonur. Po ustabilizowaniu się lotu statku, puls Titowa zaczynał powoli, acz ciągle spadać
  - 07:20 – nastąpiła pierwsza próba ręcznego kierowania statkiem przez Titowa
  - 07:38 – po wykonaniu jednego okrążenia Ziemi, Titow wymienia pozdrowienia z przywódcą ZSRR, Nikitą Chruszczowem
  - 07:45 – Radio Moskwa przerwało program, a znany w ZSRR spiker z czasów II wojny światowej, Jurij Lewitan, ogłosił lot drugiego człowieka w kosmos. Podano też masę statku (4 731 kg), wysokość orbity (między 178 a 257 km) oraz jej nachylenie (64,93°). Pierwszy człowiek w kosmosie, Jurij Gagarin, który gościł wtedy w Deep Cove (Nowa Szkocja), u kanadyjskiego milionera Cyrusa Eatona, zdecydował się (niewykluczone, że był to rozkaz) na natychmiastowy powrót do kraju, gdy usłyszał wieść o locie Titowa
  - zaraz po wejściu na orbitę Titow zaczął odczuwać dezorientację i niepokój – objawy choroby kosmicznej, która, jak wiemy dzisiaj, doskwiera niemal każdemu kosmonaucie, nawet doświadczonym pilotom wojskowym
  - 09:00 – francuskie obserwatorium w Meudon, koło Paryża, odebrało głos Titowa; stacja nasłuchowa Reutersa, koło Londynu, odebrała sygnały telemetrii statku, na częstotliwości 19,995 MHz
  - 09:30 – Titow próbował spożyć śniadanie
  - 09:30 do 10:00 – pierwsze informacje o odebraniu rozmów Titowa przez osoby cywilne
  - 10:00 – szwedzka stacja naziemna w Enköping, należąca do Szwedzkiej Agencji Telekomunikacyjnej, odbierała sygnały z Wostoka 2 przez 15 minut, a potem również przy każdym okrążeniu Ziemi przez statek
  - 13:45 – szwedzkie obserwatorium w Råö odebrało słaby sygnał na falach krótkich z głosem Titowa
  - 14:00 – Titow usiłował zjeść kolejny posiłek (kolację). Próba zakończyła się wymiotami
  - ok. 14:50 – wojskowy specjalista radiowy, sierżant James Duffy z Arlington w stanie Wirginia, odebrał w języku rosyjskim pozdrowienia Titowa dla narodu amerykańskiego. Oficjalnego tłumaczenia dostarczyła ambasada ZSRR w Waszyngtonie
  - 15:14 – obserwatorium w Råö ponownie odebrało sygnał z Wostoka 2, tym razem sygnał telemetrii, na częstotliwości 19,995 MHz
  - 15:16 – Wostok 2 przelatywał nad Moskwą. W tym czasie Titow przekazał rodakom pozdrowienia i życzył dobrej nocy (w Moskwie było wtedy po godzinie 18)
  - ok. 16:20 – druga próba ręcznego kierowania statkiem przez Titowa
  - ok. 16:30 – puls Titowa osiągnął najmniejszą wartość, 60, w porównaniu do 80 przed startem, i 130 w trakcie startu. Przez resztę lotu oscylował wokół średniej wartości 75. Między ostatnimi 4 godzinami lotu, 14 a 18, rósł do wartości 110 (przy lądowaniu)
  - Titow udał się na spoczynek. Zasnął, mimo dręczących go mdłości, zawrotów i bólów głowy
  - 18:05 – szwedzki radioamator, Reimar Stridh ze Sztokholmu, odnotował włączanie i wyłączanie nadajnika 19,995 MHz telemetrii
  - 22:41 do 22:54 – ostatnie tego dnia sygnały odebrane przez szwedzką stacje naziemną w Enköping
  - 23:37 – Titow obudził się ze złym samopoczuciem, mimo że spał o 35 minut dłużej niż powinien, jednak wkrótce potem zaczęło mu się poprawiać
- 2. dzień
  - 02:45 – Titow spożył śniadanie
  - 05:34 do 05:52 – stacja w Enköping odebrała sygnał telemetrii podczas przedostatniego okrążenia Ziemi przez statek
  - przed 7 rozpoczyna się procedura powrotu na Ziemię. Podczas ponownego wejścia w atmosferę, Wostok 2 doświadcza tej samej usterki, co Wostok 1: kapsuła powrotna, mimo że miała odłączyć się od reszty statku, pozostała z nim połączona przewodami. Ulegają one spaleniu w wyniku tarcia o atmosferę i kapsuła bezpiecznie wchodzi w niższe jej warstwy
  - 07:10 – ostatnie sygnały odebrane z Wostoka 2 przez japońską stacje nasłuchową
  - 07:18 – lądowanie Titowa na Ziemi, po zaplanowanym katapultowaniu się z kapsuły (tak jak zrobił to Jurij Gagarin). Lądowanie następuje na terenie obwodu saratowskiego
  - 09:04 – Radio Moskwa ogłasza pomyślne lądowanie i zakończenie misji Wostoka 2

Głos Titowa, wzywający stacje naziemne, przekazujący dane o temperaturze (22 °C w kabinie) i wymawiający swój kryptonim, Orieł, odbiera także stacja nasłuchowa BBC.
Titow wykonał również kamerą Konwas 10 minutowe nagranie Ziemi.
Podczas lotu doszło również do awarii systemu ogrzewania. Temperatura w kabinie spadła wtedy do 6,1 °C.

## Łączność

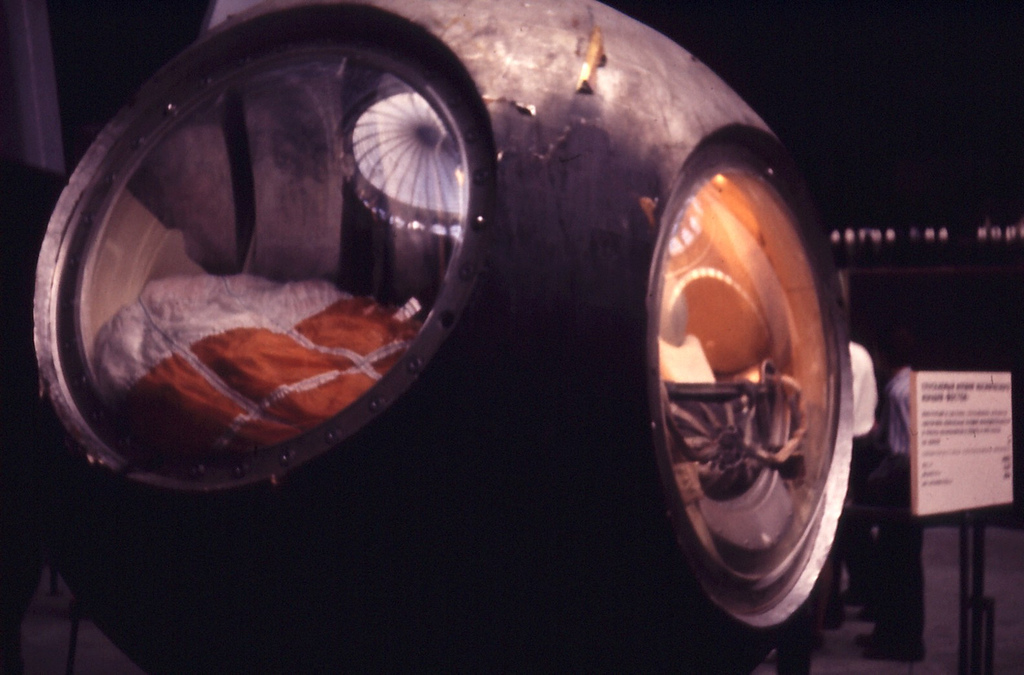
Kapsuła powrotna Wostoka 1 w Muzeum Kosmonautyki w Moskwie

Komunikat agencji prasowej TASS zawierał również informacje o częstotliwościach używanych przez statek. Były to: 15,765 MHz i 20,006 MHz (do komunikacji głosowej), oraz 143,625 MHz, używana do składania raportów przez kosmonautę (tylko nad terenami ZSRR), i 19,995 MHz, na potrzeby telemetrii. Pierwsze dwie były modulowane amplitudowo. Drugie dwie, częstotliwościowo. Kanał 143,625 MHz jest używany przez Rosjan do dziś – korzystają z niej rosyjskie moduły Międzynarodowej Stacji Kosmicznej. Dane o częstotliwości 143,625 MHz, włącznie z informacją o modulacji częstotliwościowej z odchyleniem 30 kHz, pojawiły się nawet w gazecie „Prawda” z 7 sierpnia 1961. Było kilka powodów ujawnienia takich szczegółów technicznych: zwiększenie efektu propagandowego; chęć umożliwienia wielu ludziom na świecie, w tym obywatelom ZSRR, śledzenia lotu; uniemożliwienie państwom „Zachodu” próby zaprzeczenia, jakoby lot się odbył. Ten ostatni argument wydaje się być najbardziej oczywisty, gdyż takie informacje umożliwiły wszelkim służbom wywiadowczym dokładne dostrojenie odbiorników.
Titow musiał meldować się na falach krótkich dwa razy w ciągu godziny, niezależnie od położenia.